# محمد بن لادن

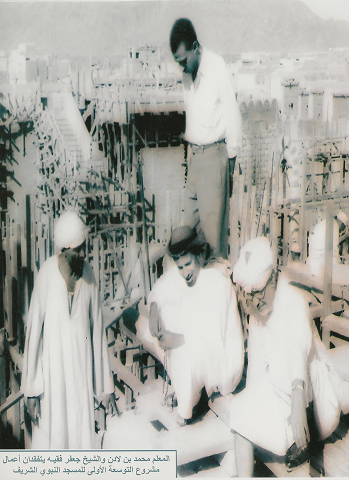
محمد بن لادن نشسته در وسط

محمد بن لادن (به عربی: محمد بن لادن) (زاده ۱۹۰۸ – درگذشته ۳ سپتامبر ۱۹۶۷) کارآفرین عربستانی یمنی‌تبار بود، که در صنعت ساخت و ساز فعالیت می‌نمود. وی در سال ۱۹۳۱ گروه سعودی بن لادن را تأسیس نمود. این گروه هم‌اکنون به‌عنوان یکی از بزرگترین شرکت‌های ساخت‌وساز جهان شناخته می‌شود.
محمد بن لادن به جهت روابط نزدیکی که با ملک عبدالعزیز بنیان‌گذار عربستان سعودی داشت، توانست پروژه‌های ساختمانی مهمی را با دولت سعودی به امضا برساند، که از جمله آنها می‌توان به نوسازی مسجدهای مکه و مدینه اشاره کرد.
بن لادن در طول حیاتش ۲۲ همسر اختیار نمود، که حاصل این ازدواج‌های پی در پی، ۵۶ فرزند بود، که اسامه بن لادن یکی از پسران وی می‌باشد. (فرزند هفدهم)
محمد بن لادن در ۳ سپتامبر ۱۹۶۷ در سانحه سقوط هواپیمای متعلق به گروه سعودی بن لادن، در استان عسیر، واقع در جنوب غربی کشور عربستان سعودی درگذشت.